# 東京海上日動キャリアサービス
株式会社東京海上日動キャリアサービス（とうきょうかいじょうにちどうキャリアサービス）は、東京海上日動火災保険を含む東京海上ホールディングス傘下の総合人材サービス企業である。略称は「TCS」。
企業資本系列の人材派遣会社としては最大級の規模を誇る。
2003年7月に同グループ傘下4社の人材サービス会社（東京海上キャリアサービス、トウカイビジネスサービス、日動火災キャリアサービス、フローラスタッフ）が合併し、現在の社名となる。2002年には人材紹介・採用アウトソーシングを手がけるキャリアクリエーション事業部を設立。総合人材サービスとして展開を図っている。

## 関連会社
- 東京海上ホールディングス
- 東京海上日動火災保険